# 254 Augusta
254 Augusta este un asteroid din centura principală, descoperit pe 31 martie 1886, de Johann Palisa.